# Kap Dedo
Das Kap Dedo ist ein Kap an der Caird-Küste des ostantarktischen Coatslands. Es liegt am Kopfende der Aguda Bay.
Die Benennung geht vorgeblich auf russische Wissenschaftler zurück. Der weitere Benennungshintergrund ist nicht überliefert.